# C25H30O4
化学式C25H30O4（摩尔质量：394.5 g/mol）可能指：
- 胭脂素，CAS号：6983-79-5 ，反式CAS号：39937-23-0
- Linderatin，PubChem CID：353260

|  | 这个同类索引页列出了具有相同分子式的化学物（即同分異構體）条目。 除非您是有意链接至本页，否则应将相应条目的内部链接指向正确的条目。 |